# 陳所聞 (萬曆己丑進士)
陳所聞（？—1598年），字献忠，號普齋，河南歸德府考城縣人。明朝政治人物、進士出身。

## 生平
万历十年（1582年）壬午科河南乡试举人，十七年（1589年）己丑科进士。都察院觀政，歷山西翼城縣知縣，升户部主事。戊戌卒。

## 家族
曾祖陳英。祖父陳明，同知。父陳應時。